# Grouplove
Grouplove (часто використовується стилізоване GROUPLOVE) — американський альтернативний рок-гурт, створений у 2009 році Ханною Хупер (вокал, клавішні), Крістіаном Цукконі (вокал, ритм-гітара), Шоном Геддом (бас), Ендрю Вессеном (гітара, бек-вокал) і Раяна Рабіном (ударні).
Рабін став продюсером їхнього дебютного мініальбому Grouplove, який спочатку був випущений незалежно, а пізніше перевиданий Canvasback/Atlantic із бонус-треком та хітом «Colours». Вони також відомі синглом «Tongue Tied». Дебютний альбом гурту Never Trust a Happy Song також спродюсований Рабіном і випущений у всьому світі 13 вересня 2011 року. Станом на 2021 рік Grouplove випустили п'ять студійних альбомів і два мініальбоми.

## Історія

### Створення (2009—2010)
Гурт Grouplove утворився завдяки дружбі між п'ятьма учасниками гурту. Хупер познайомилася з Цукконі в Нижньому Іст-Сайді Манхеттена після того, як почула музику його попереднього гурту ALOKE. Попри те, що вони щойно познайомилися, Хупер запросила Цукконі в резиденцію для артистів на Криті, куди вона збиралася їхати пізніше того тижня. Це було в комуні артистів Ikarus вони зустріли решту учасників майбутнього гурту — Ендрю Вессена, Раяна Рабіна та Шона Гедда. Рабін, досвідчений барабанщик і продюсер, виріс у Лос-Анджелесі з Вессеном, серфером і гітаристом. Рабін походить з музичної родини — його батько Тревор Рабін, колишній гітарист Yes. Шон Гедд, автор пісень і гітарист з Лондона, також був у комуні. Дружба між учасниками зав'язалася швидко, але гурт сформувався лише через рік після того, як Гедд, Цукконі та Хупер об'єднали свої кошти та поїхали до студії звукозапису Рабіна в Лос-Анджелесі. Вони зіграли перший концерт в El Cid у Лос-Анджелесі 10 травня 2010 року. Пізніше того ж року гурт вирушив у тур із Florence and the Machine по західному узбережжі, а потім із Joy Formidable по східному узбережжі. У листопаді журнал Nylon визнав Grouplove одним із десяти найкращих у «Кращих нових гуртах 2010 року».
Перед підписанням контракту з Canvasback/Atlantic Records гурт ліцензував пісню «Getaway Car» для серіалу HBO Як це робиться в Америці. Canvasback перевипустили однойменний мініальбом Grouplove 25 січня 2011 року. У 2011 році гурт виступив у турі по країні разом із Foster the People і виступив на фестивалях Lollapalooza, Outside Lands, Reading & Leeds Festivals і Гластонбері.

### Never Trust a Happy SongіSpreading Rumours(2011—2016)
Гурт випустив дебютний альбом Never Trust a Happy Song 13 вересня 2011 року через Canvasback/Atlantic Records. На підтримку дебютного альбому гурт вирушив в осінній тур Північною Америкою, а також виступила з Two Door Cinema Club. 3 січня 2012 року гурт розпочав аншлаговий тур в Австралії в театрі Factory Theatre у Сіднеї та продовжила тур у Європі в лютому. Весняний тур по США 2012 року гурт розпочав 6 березня в Берлінгтоні, штат Вермонт, як підтримка Young the Giant. Під час туру гурт зупинявся на фестивалі Коачелла, Sasquatch! і Bonnaroo.
Grouplove розпочали тур Close Your Eyes and Count to Tour 25 вересня 2012 року в Roseland Theatre у Портленді, штат Орегон, подорожуючи країною з Alt-J та MS MR як підтримка.
17 вересня 2013 року вийшов другий альбом Grouplove, Spreading Rumours. Того ж дня Grouplove зіграли аншлаговий концерт у Troubadour у Західному Голлівуді з австралійським гуртом Rubens. Потім гурт розпочав тур із 18 концертами по США, Seesaw Tour, під час якого вони грали в 9 містах, з двома датами в кожному місті — одне з більш стандартним шоу, інше з простішим шоу.
Наприкінці 2013 року Grouplove почали гастролі з Деніелом Глісоном. Це був тимчасовий крок, щоб дозволити Шону Гедду виконувати іншу роботу. Хоча ходили чутки, що він покинув гурт, він заявив у Twitter, що все ще є частиною Grouplove. Потім Глісон гастролював з гуртом під час туру по США 2014 року і подальшого європейського туру.
19 червня 2014 року Шон Гедд опублікував у Твіттері серію твітів про свій статус у гурті, останній з яких офіційно підтвердив його відхід з гурту. Після цього на вебсайті гурту було опубліковано офіційне повідомлення про його вихід.
Гурт виступав на кількох фестивалях у 2014 році, включаючи Bonnaroo, Lollapalooza, Firefly і Coachella, і став хедлайнером Honda Civic Tour наприкінці серпня/початку вересня за підтримки Portugal. The Man. Під час туру того року вони виконали кавер на хіт Бейонсе «Drunk In Love».
У 2014 році Grouplove випустив I'm With You, короткий документальний фільм про гурт.
Гурт написав оригінальні пісні «Let Me In» для саундтреку до фільму Винні зірки. Вони також написали оригінальну пісню «Everyone's Gonna Get High» для епізоду другого сезону серіалу HBO Дівчата та ще одну пісню «Underground» до фільму Тіма Бертона Франкенвіні 2012 року. У 2014 році вони створили кінцеву заголовну пісню для оригінального серіалу Netflix Кінь БоДжек і пісню «No Drama Queen» для Паперові міста.

### Big Mess і Little Mess (2016—2019)
Grouplove випустили третій студійний альбом Big Mess 9 вересня 2016 року. 15 липня 2016 року випущено головний сингл з альбому «Welcome to Your Life». Гурт також оголосив про світовий тур, який розпочався в серпні 2016 року.
22 квітня 2017 року Grouplove випустили EP під назвою Little Mess. EP був продовженням повноформатного альбому Big Mess і містив пісні «Tell Me a Story», «Torso», «MRI», «Enlighten Me (Live)» і «Adios Amigos».
Grouplove жертвувала по 1 долару з кожного продажу квитків на світове турне «Big Mess» і зібрала 40 387 доларів на благодійність. 9 травня було підтверджено, що разом з K.Flay гурт виступатиме допоміжним виконавцем в Imagine Dragons Evolve Tour на підтримку третього студійного альбому Imagine Dragons Evolve. У цьому турі в складі не було барабанщика Раяна Рабіна, а Бенджамін Хомола замінив його. У електронному листі фронтмену гурту Крістіану Цукконі Рабін пояснив: «Я не кажу, що більше не хочу бути в гурті, але я не хочу йти в тур».

### Healer і This Is This (2020-дотепер)
8 січня 2020 року Grouplove випустили сингл «Deleter», перший реліз гурту після перевидання Big Mess у 2017 році. Також було випущено музичне відео, зняте Крісом Блаувелтом, і гурт повідомив, що «Deleter» стане головним синглом майбутнього четвертого альбому. Пізніше відкрито назву альбому — Healer, разом з оголошенням про північноамериканський тур. У пресрелізі для Healer Бенджамін Хомола був зазначений як новий барабанщик гурту. Напередодні туру гурт отримав кліматичний сертифікат Організації Об'єднаних Націй, став першим гуртом у Сполучених Штатах, який отримав такий сертифікат. 10 березня 2021 року Grouplove випустили сингл «Deadline» разом із кліпом на пісню. Гурт також зробив несподіване оголошення про те, що їхній п'ятий студійний альбом This Is This вийде через два дні, 12 березня 2021 року.

## Учасники гурту

### Поточні учасники
- Крістіан Цукконі — головний та бек-вокал, ритм-гітара (2009 — дотепер)
- Ханна Хупер — основний та бек-вокал, клавішні (2009 — дотепер)
- Ендрю Вессен — головна гітара, бек-вокал (2009 — дотепер)
- Деніел Глісон — бас (2014 — дотепер)
- Бенджамін Хомола — ударні (2017 — дотепер)

### Колишні учасники
- Шон Гедд — бас, бек-вокал (2009—2014)
- Раян Рабін — ударні, різні інструменти (2009—2017)

## Дискографія

### Студійні альбоми
- Never Trust a Happy Song (2011)
- Spreading Rumours (2013)
- Big Mess (2016)
- Healer (2020)
- This Is This (2021)

### EP
- Grouplove (2010)
- Little Mess (2017)